# Chełm (powiat lubiński)
Chełm – wieś w Polsce (do 1945 r. niem. nazwa Bartsch-Kulm) położona w województwie dolnośląskim, w powiecie lubińskim, w gminie Rudna.

## Podział administracyjny
W latach 1975–1998 miejscowość należała administracyjnie do województwa legnickiego. W marcu 2011 r., według Narodowego Spisu Powszechnego, wieś miała 124 mieszkańców.